# Karin Enke
Karin Enke-Richter nata Enke, in passato chiamata anche Karin Busch e Karin Kania (Dresda, 20 giugno 1961) è un'ex pattinatrice di velocità su ghiaccio tedesca.

## Palmarès

### Olimpiadi
- Oro a Lake Placid 1980 nei 500 metri.
- Oro a Sarajevo 1984 nei 1000 metri.
- Oro a Sarajevo 1984 nei 1500 metri.
- Argento a Sarajevo 1984 nei 500 metri.
- Argento a Sarajevo 1984 nei 3000 metri.
- Argento a Calgary 1988 nei 1000 metri.
- Argento a Calgary 1988 nei 1500 metri.
- Bronzo a Calgary 1988 nei 500 metri.

### Mondiali - Completi
- Oro a Inzell 1982.
- Oro a Deventer 1984.
- Oro a L'Aia 1986.
- Oro a West Allis 1987.
- Oro a Skien 1988.
- Argento a Sainte-Foy 1981.
- Argento a Karl-Marx-Stadt 1983.

### Mondiali - Sprint
- Oro a West Allis 1980.
- Oro a Grenoble 1981.
- Oro a Helsinki 1983.
- Oro a Trondheim 1984.
- Oro a Karuizawa 1986.
- Oro a Sainte-Foy 1987.
- Argento a Alkmaar 1982.
- Argento a West Allis 1988.

### Coppa del Mondo
- Oro nei 1986 nei 1000 metri.
- Argento nel 1986 nei 500 metri.
- Argento nel 1986 nei 1500 metri.
- Argento nel 1988 nei 1000 metri.
- Bronzo nel 1986 nei 3000/5000 metri.
- Bronzo nel 1988 nei 500 metri.
- Bronzo nel 1988 nei 1500 metri.
- Bronzo nel 1988 nei 3000/5000 metri.

### Europei
- Argento a Heerenveen 1981.
- Argento a Heerenveen 1982.
- Argento a Heerenveen 1983.